# لقلقي جزري
لقلقي جزري (الاسم العلمي:Pelargonium insularis) هو نوع غير مؤكد من النباتات يتبع جنس اللقلقي من الفصيلة الغرنوقية.